# Euploea desjardinsii
Euploea desjardinsii is een vlinder uit de familie van de Nymphalidae. De wetenschappelijke naam van de soort is voor het eerst voorgesteld als Danaida (Euplea) desjardinsii door Félix Édouard Guérin-Méneville in een publicatie uit 1844.
Deze soort is alleen bekend van het eiland Rodrigues van Mauritius en is waarschijnlijk uitgestorven.